# Cisco (Illinois)
Cisco és una població dels Estats Units a l'estat d'Illinois. Segons el cens del tenia 264 habitants.

## Demografia
Segons el cens del 2000, Cisco tenia 264 habitants, 109 habitatges, i 86 famílies. La densitat de població era de 268,2 habitants/km².
Dels 109 habitatges en un 28,4% hi vivien nens de menys de 18 anys, en un 72,5% hi vivien parelles casades, en un 5,5% dones solteres, i en un 21,1% no eren unitats familiars. En el 20,2% dels habitatges hi vivien persones soles el 7,3% de les quals corresponia a persones de 65 anys o més que vivien soles. El nombre mitjà de persones vivint en cada habitatge era de 2,42 i el nombre mitjà de persones que vivien en cada família era de 2,78.
Per edats la població es repartia de la següent manera: un 20,8% tenia menys de 18 anys, un 6,8% entre 18 i 24, un 27,3% entre 25 i 44, un 25,8% de 45 a 60 i un 19,3% 65 anys o més.
L'edat mediana era de 40 anys. Per cada 100 dones de 18 o més anys hi havia 93,5 homes.
La renda mediana per habitatge era de 40.625 $ i la renda mediana per família de 43.750 $. Els homes tenien una renda mediana de 35.625 $ mentre que les dones 18.125 $. La renda per capita de la població era de 17.722 $. Aproximadament el 7% de les famílies i el 8,3% de la població estaven per davall del llindar de pobresa.

## Poblacions més properes
El següent diagrama mostra les poblacions més properes.